# フェリペ・サンチェス
フェリペ・サンチェス（Felipe Sánchez, 2004年4月2日 - ）は、アルゼンチン・サンタフェ州ラファエラ出身のサッカー選手。ツヴァイテ・リーガ・シャルケ04所属。ポジションはDF。

## クラブ経歴

### ヒムナシア・ラプラタ
2021年にヒムナシア・ラプラタのユースチームに入団。2023年にトップチームに昇格。2月23日のコパ・アルヘンティーナのCAエクスクルシオニスタス戦で先発で起用され、プロデビュー。3月13日に正式にプロ契約を締結。プロ1年目から先発に定着し、国内リーグで28試合で起用された。

### シャルケ
2024年7月9日、シャルケ04と4年契約を結んだ。